# Chapelle Notre-Dame-Libératrice de Salins-les-Bains
La chapelle Notre-Dame-Libératrice de Salins-les-Bains, dans le Jura, est une chapelle votive du XVIIe siècle dédiée à la Vierge Marie et classée aux monuments historiques par arrêté du 28 février 1931.

## Historique
La chapelle Notre-Dame-Libératrice est construite entre 1649 et le 23 juin 1662 à la demande de la population pour remercier la Vierge d'avoir protégé les habitants des épidémies et de la Guerre de Trente Ans. Elle est remarquable de par son plan ovale, surmonté d’un dôme monumental recouvert de tuile vernissée de Bourgogne et d'un coq girouette en cuivre (le plus grand de Franche-Comté avec ses 700 kg).
La chapelle, isolée à l'origine, a été intégrée dans l’hôtel de ville bâti entre 1718 et 1739.

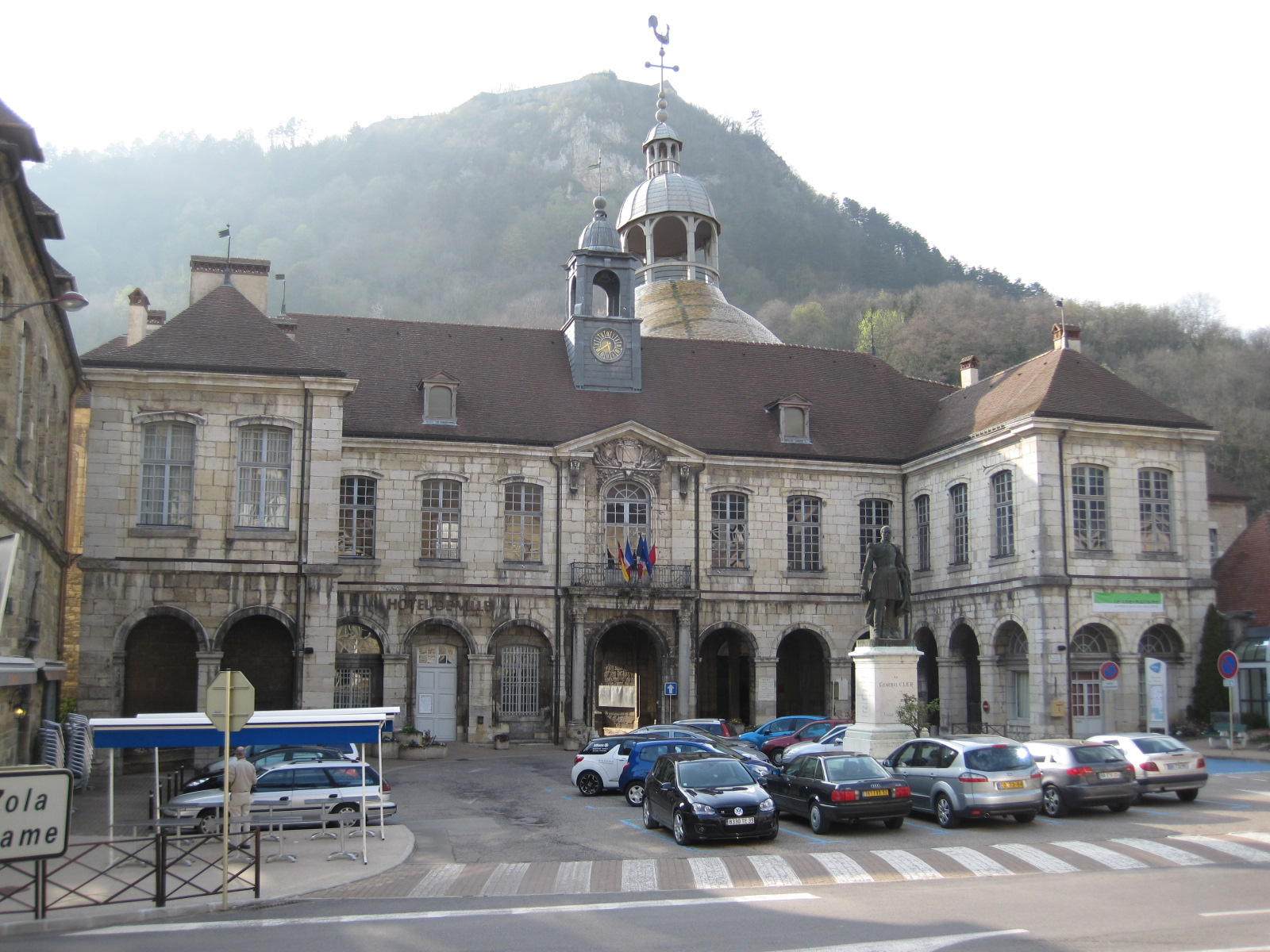
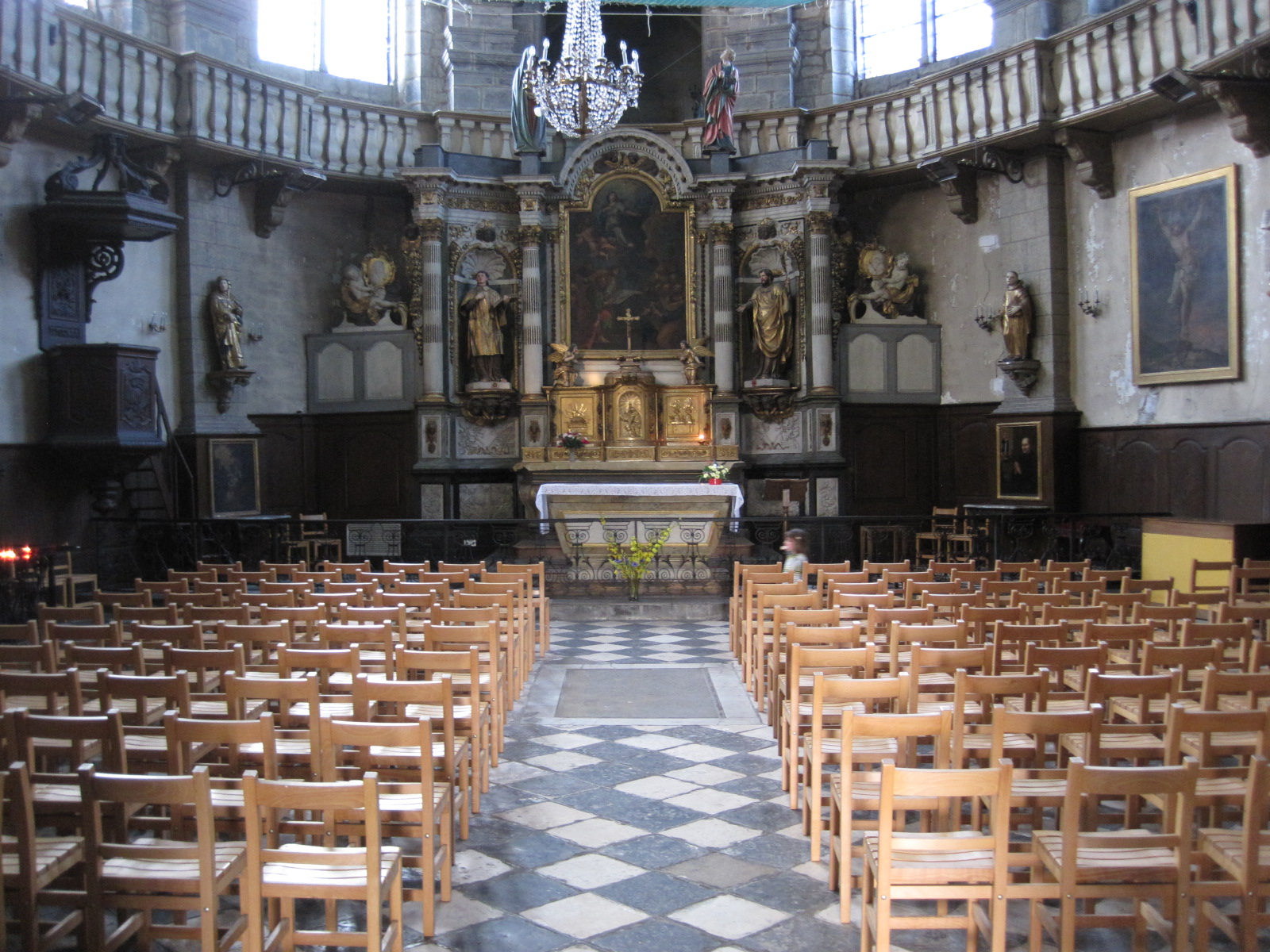
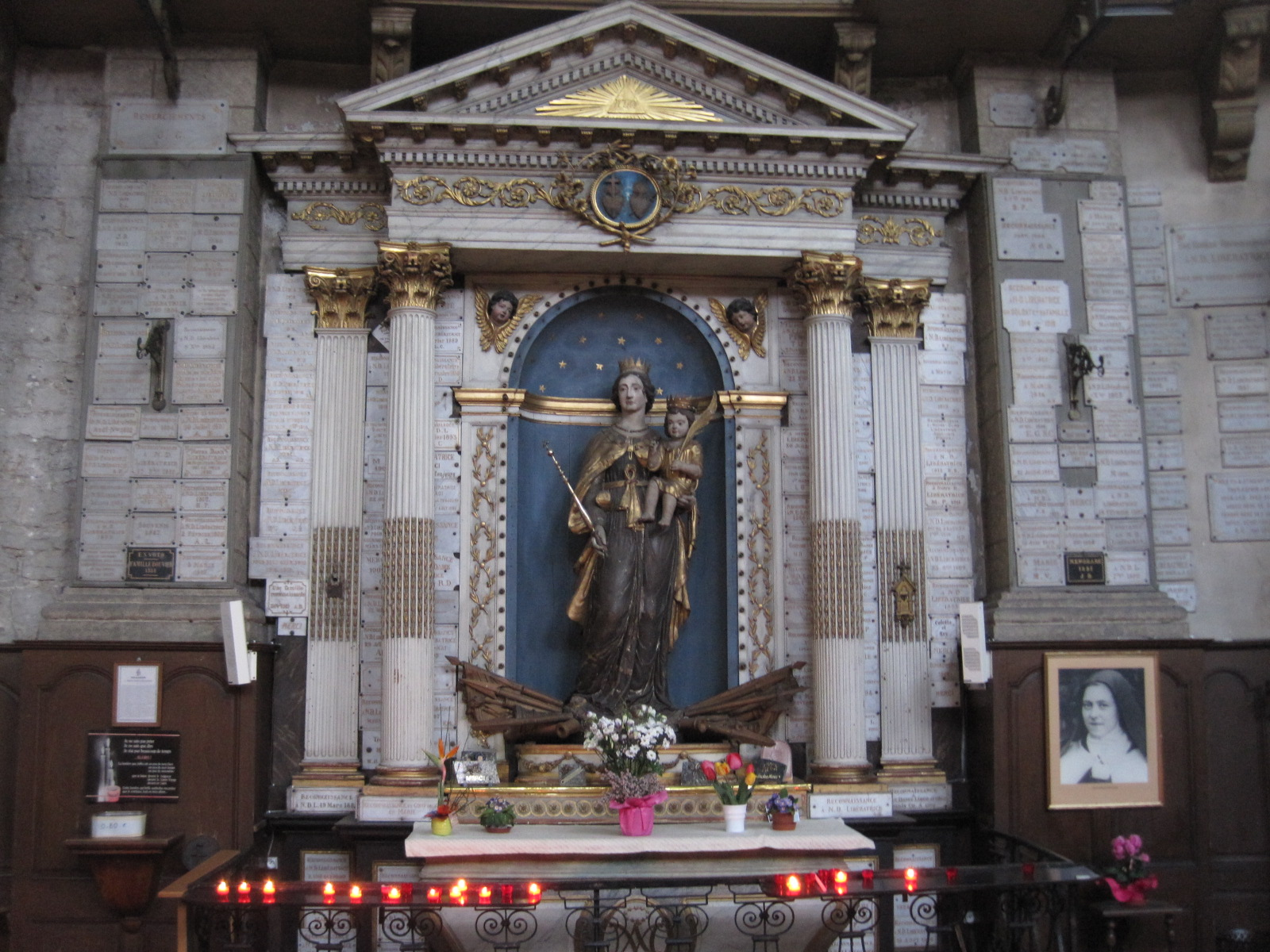